# Svitavy

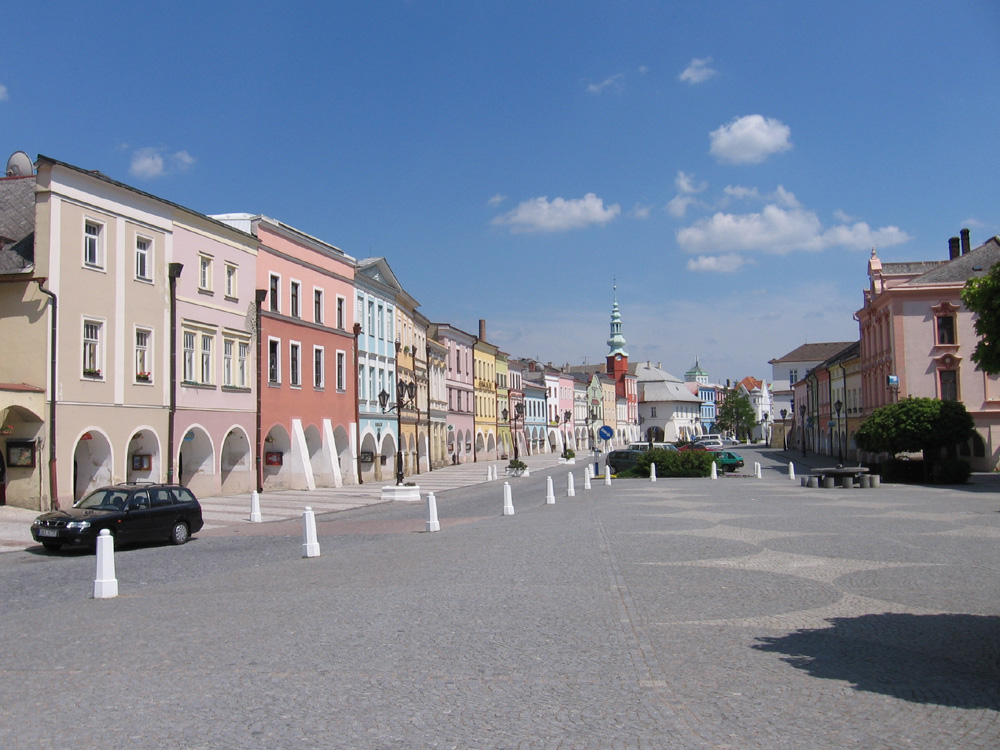
Náměstí Míru (Friedensplatz)

Svitavy (deutsch: Zwittau) ist eine mährische Stadt in der Region Pardubice in Tschechien.
Bekannteste Person der Stadt ist der im damaligen Zwittau geborene Oskar Schindler, der als Retter von über 1000 Juden und durch den Spielfilm Schindlers Liste bekannt wurde.

## Geographische Lage
Die früher mährische  und heute ostböhmische Industriestadt liegt auf 434 m. ü. M. am Fluss Svitava (deutsch Zwitta, auch Zwittawa), etwa 15 km südöstlich von Litomyšl (Leitomischl). Unter den Städten innerhalb der deutschen Sprachinsel Schönhengstgau hatte Zwittau die meisten Einwohner.

## Stadtgliederung
Zur Stadt Svitavy gehören neben der Vorstadt (Předměstí) die Ortschaften Lačnov (Mährisch Lotschnau) und Lány (Vierzighuben).

## Geschichte
Der Ort Zwittau wurde erstmals im Jahr 1256 erwähnt, als Bruno von Schaumburg, der Bischof von Olmütz, hier eine Pfarrei einrichtete. Ab 1330 wird Zwittau als Stadt bezeichnet. Nach vorübergehender Besetzung durch die Hussiten gehörte die Stadt wieder den Bischöfen von Olmütz, trotzdem setzte sich hier in der Mitte des 16. Jahrhunderts die Reformation durch. Im 16. Jahrhundert blühte die Stadt wirtschaftlich auf und trat den Bischöfen selbstbewusst entgegen, im Dreißigjährigen Krieg litt die Stadt sehr unter den Kriegshandlungen. In der ersten Hälfte des 19. Jahrhunderts wurde Zwittau ein Zentrum der Textilindustrie, 1847/48 kam es hier zu großen sozialen Unruhen.
1918 wurde die Stadt mit dem Zerfall Österreich-Ungarns ein Teil der neu gegründeten Tschechoslowakischen Republik. Zwittau gehörte zur deutschen Sprachinsel Schönhengstgau und war bis 1945 weitgehend deutsch besiedelt (1930: 88,4 % der Bevölkerung), von hier stammte auch der Unternehmer Oskar Schindler, der in Zwittau selbst ein aktiver Nationalsozialist war, sich aber später in Polen durch die Rettung von mehr als 1200 Juden große Verdienste erwarb. 1929 besuchte T. G. Masaryk, der erste Präsident der Republik, die Stadt. Am 1. Dezember 1930 hatte die Stadt Zwittau 10.446 Einwohner, davon waren 1.176 Personen Tschechen.
Nach dem Münchner Abkommen wurde der Ort dem Deutschen Reich zugeschlagen und gehörte bis 1945 zum Landkreis Zwittau, Regierungsbezirk Troppau, im Reichsgau Sudetenland. Am 17. Mai 1939 waren es 10.413 Bewohner.
Als Folge des Zweiten Weltkriegs, des Potsdamer Abkommens und der Beneš-Dekrete wurde die deutsche Bevölkerung 1945 größtenteils vertrieben und ausgesiedelt. Das Bevölkerungsdefizit wurde schrittweise durch Zuzug aus der gesamten Tschechoslowakei weitestgehend ausgeglichen. Am 22. Mai 1947 lebten in der Stadt 8963 Einwohner.
Durch eine Verwaltungsreform von 1960 wurde die Grenze der tschechischen Regionen über die historische Grenze der alten Kronländer Böhmen und Mähren nach Osten verschoben, so dass Svitavy heute im Kraj Pardubice liegt. Ebenfalls 1960 wurden die bis dahin eigenständigen Gemeinden Lačnov und Čtyřicet Lánů (seit 1960 Lány) eingemeindet. 1980 entstand in Laný eine großzügige Wohnsiedlung.
Seit 2000 gehört Svitavy innerhalb der staatlichen Verwaltungsgliederung zum Pardubický kraj.

## Bevölkerung
Bevölkerungsentwicklung bis 1945
| Jahr | Einwohner | Anmerkungen                                                                   |
| ---- | --------- | ----------------------------------------------------------------------------- |
| 1857 | 05.095    | [ 3 ]                                                                         |
| 1900 | 09.029    | deutsche Einwohner                                                            |
| 1930 | 10.446    | davon 1.176 Tschechen                                                         |
| 1939 | 10.405    | davon 197 Evangelische, 9.946 Katholiken, 13 sonstige Christen und vier Juden |

Bevölkerungsentwicklung nach Ende des Zweiten Weltkriegs
(Stand: 31.12. des jeweiligen Jahres)
| Jahr | Einwohner |
| ---- | --------- |
| 1947 | 09.008    |
| 1960 | 14.463    |
| 1970 | 14.653    |
| 1980 | 19.264    |
| 1990 | 20.160    |

| Jahr | Einwohner |
| ---- | --------- |
| 2000 | 17.255    |
| 2010 | 16.986    |
| 2020 | 16.601    |
| 2022 | 16.186    |

## Sehenswürdigkeiten
Svitavy hat einen bemerkenswerten historischen Stadtkern. Herausragend ist der langgestreckte alte Ringplatz (heute Náměstí Míru – deutsch: Friedensplatz) mit seinen Bogengängen. Ebenfalls sehenswert sind eine Reihe von Bürgerhäusern und Kirchen, sowie einige Barockstatuen und die Reste der historischen Stadtbefestigung.
Unter den Gebäuden treten das Alte Rathaus und das benachbarte „Zum Mohren“ hervor. Daneben verdienen das Stadtmuseum und das Ottendorfer-Haus besondere Beachtung. Die älteste Kirche in Svitavy ist die Friedhofskirche sv. Jiljí (St. Ägidius) aus dem 12. Jahrhundert. Unter den Skulpturen im öffentlichen Raum dürfte die für Oskar Schindler die bekannteste sein.

### Bürgerhäuser
- Náměstí Míru (Friedensplatz, früher Ringplatz.): Der langgezogene Marktplatz im alten Stadtkern ist beiderseits von barocken und klassizistischen Bürgerhäusern mit Arkaden gesäumt – die zweitlängste Arkadenreihe in ganz Tschechien. Anfang des 21. Jahrhunderts erfuhr das Ensemble eine umfangreiche, liebevolle Sanierung.
- Stará radnice (Altes Rathaus): Das Renaissance-Gebäude mit dem auffälligen Turm wurde nach schweren Brandschäden 1781 im gleichen Stil wiedererbaut. Eine weitere Sanierung fand 1849 statt. Als Rathaus diente es bis 1933, daneben erfüllte es auch die Funktionen von Stadtsparkasse, Gericht, Polizeiposten mit Gefängniszellen. Heute beherbergt es verschiedene Geschäfte. Die Fassade zeigt das Stadtwappen, einen Stierkopf zwischen zwei Türmen. Die Spitze des Rathausturms wird von einem türkischen Halbmond geschmückt.
- Dům U Mouřenína (Haus zum Mohren):  Das Nachbarhaus ist mit dem Alten Rathaus durch einen Korridor im ersten Stock verbunden. Es gehörte zu den vornehmsten Häusern der Stadt, als Kaiser Joseph II. Svitavy 1776 besuchte, fand er hier sein Domizil. Heute ist das Fremdenverkehrsbüro hier untergebracht.
- Ottendorferův dům (Ottendorfer-Haus): Der rote Backsteinbau im Stil des Historismus gehört zu den Wahrzeichen von Svitavy. V. O. Ottendorfer, der nach den Unruhen von 1848 ins US-amerikanische Exil fliehen musste, ließ das Haus an der Stelle seines Geburtshauses errichten als erste öffentliche Bibliothek der Stadt. Das Haus beherbergte diese umfangreichste und modernste Bibliothek Mährens bis zum Zweiten Weltkrieg, an der sich alle später eingerichteten orientierten.  – Mit der Vertreibung der deutschsprachigen Bevölkerung aufgrund der Beneš-Dekrete verlor die Bibliothek ihre Nutzer. Der Rest ihres Bestandes befindet sich jetzt im Stadtmuseum. – Danach fungierte das Haus als Kulturhaus. Seit 2008 beherbergt es im Erdgeschoss ein Esperanto-Museum, das als Filiale des Städtischen Museums von der Stadt Svitavy und vom tschechischen Esperanto-Verband getragen wird.
- Langerová vila (Villa Langer): Das historistische und stark stuckverzierte Gebäude direkt am Städtischen Jan-Palach-Park wurde 1892 vom Architekten Hugo Wanderley erbaut, der auch die Pläne für das Ottendorfer-Haus gezeichnet und realisiert hat. Das Haus gehörte einer der reichsten Familien Svitavys, der Unternehmer und Stadträte entstammen. Nach finanziellen Krisen war die Familie 1933 genötigt, das Haus zu vermieten, und es 1942 endgültig an die Stadt zu verkaufen. Seither wird der representative Bau als Rathaus genutzt. 1989 umfangreich restauriert.[8]
- Budigova vila (Villa Budig):  Heute als Städtisches Museum und Galerie genutzt.

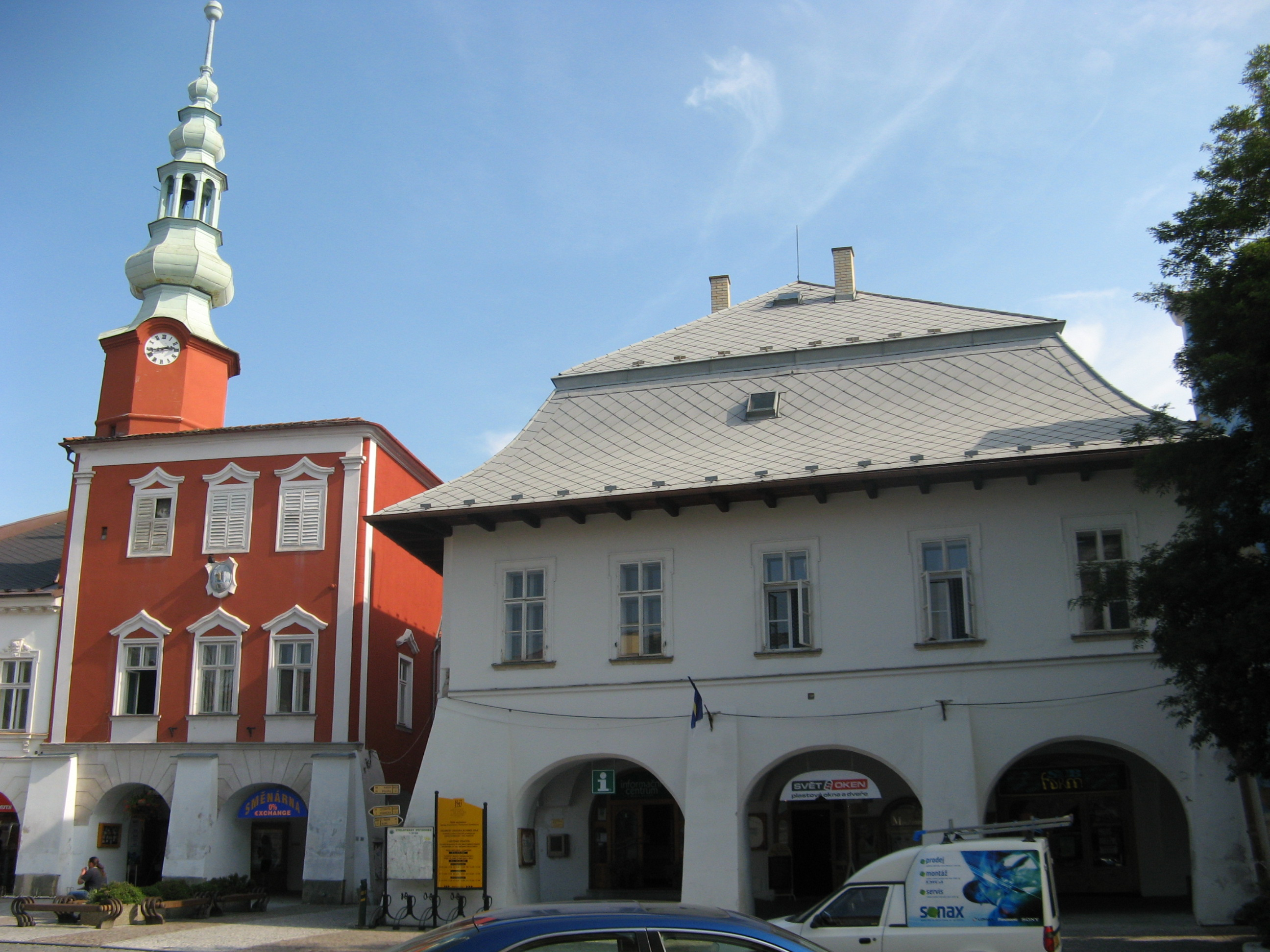
Stará radnice mit dem Haus „U mouřenína“
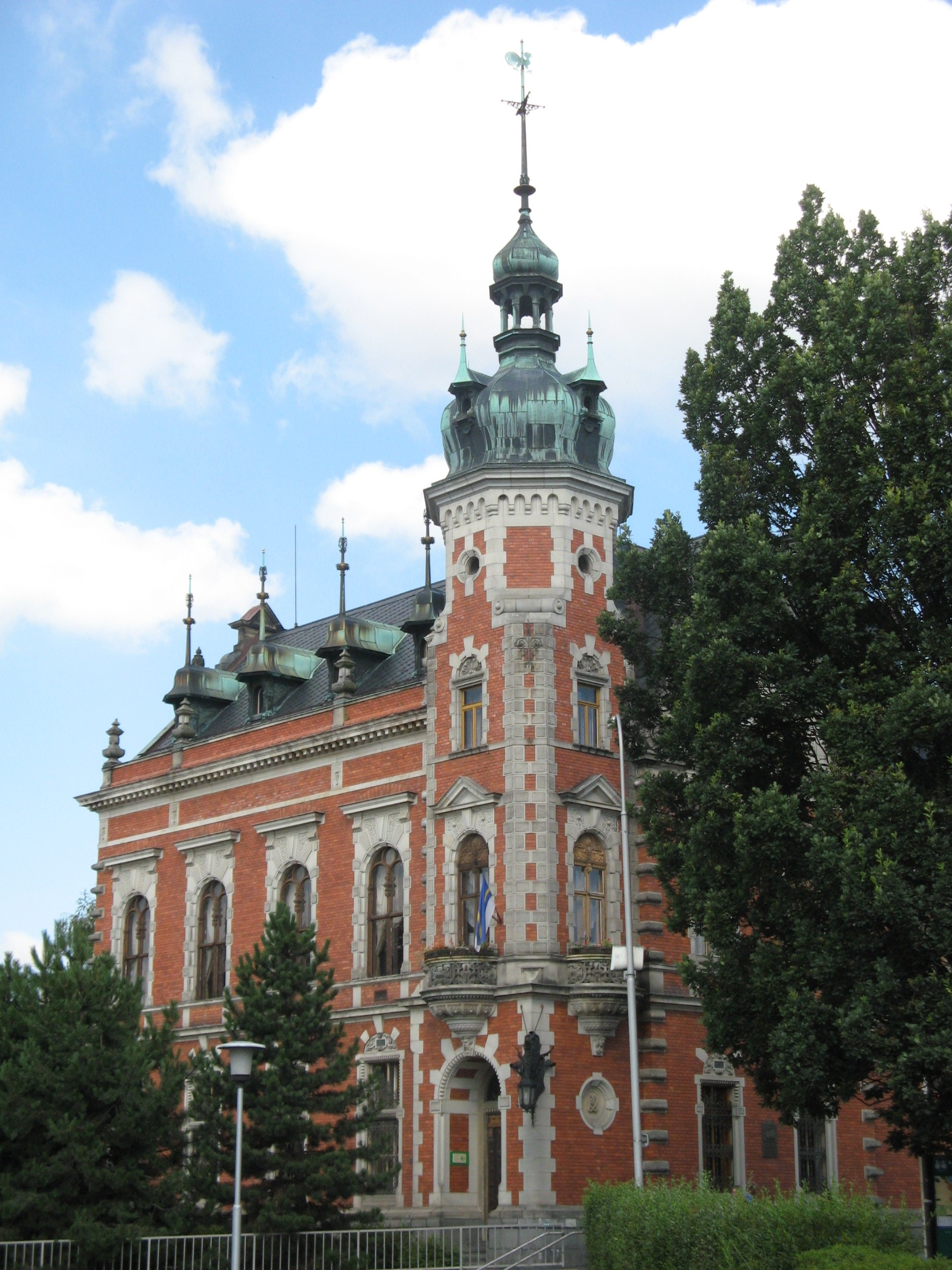
Ottendorfer-Haus
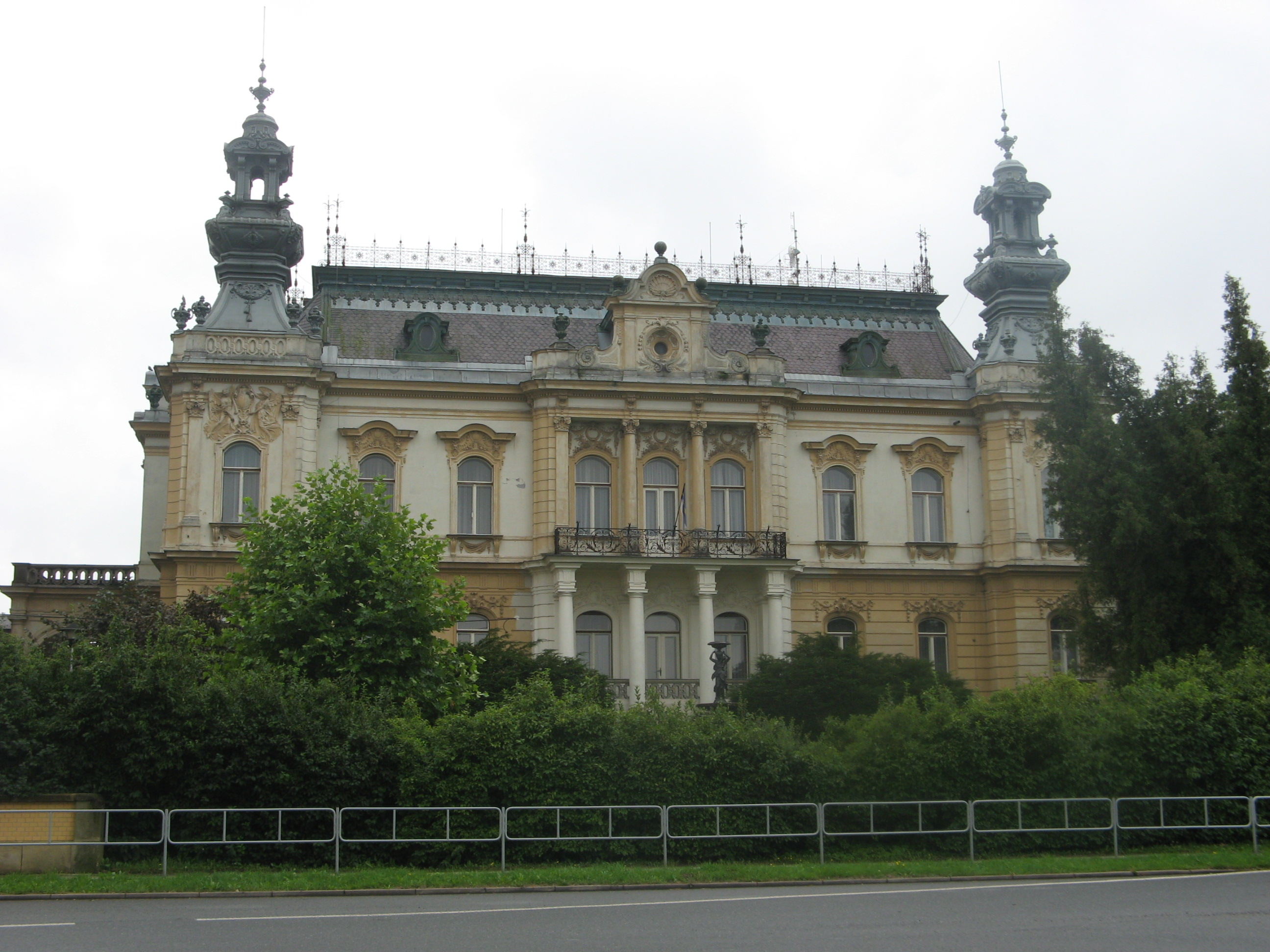
Langerová Villa: Rathaus

### Kirchen
- Mariä Heimsuchung am Friedensplatz – etwa um 1250 errichtet, wahrscheinlich als romanische Konstruktion, spätere Gotisierungen und Barockisierungen, Zugang zur Aussichtsplattform im Turm.

- Friedhofskirche St. Ägidius  romanische Basilika, zweite Hälfte des 12. Jahrhunderts, dreischiffiger Bau mit Emporen über den Seitenschiffen. Rekonstruktion im Stil des Frühbarock. Wertvolle barocke Innenausschmückung.

- St. Joseph – 1894/96 erbaut als dreischiffige neuromanische Basilika mit zwei Türmen, der Backsteinbauweise wegen auch „Rote Kirche“.

- Kloster der barmherzigen Schwestern vom Orden des Heiligen Vinzenz von Paul. Erbaut 1871 als Krankenhaus, insbesondere für Kinder, und als Altenheim. Heute genutzt als „Haus am Scheideweg“ mit Betreuung geistig behinderter Frauen.

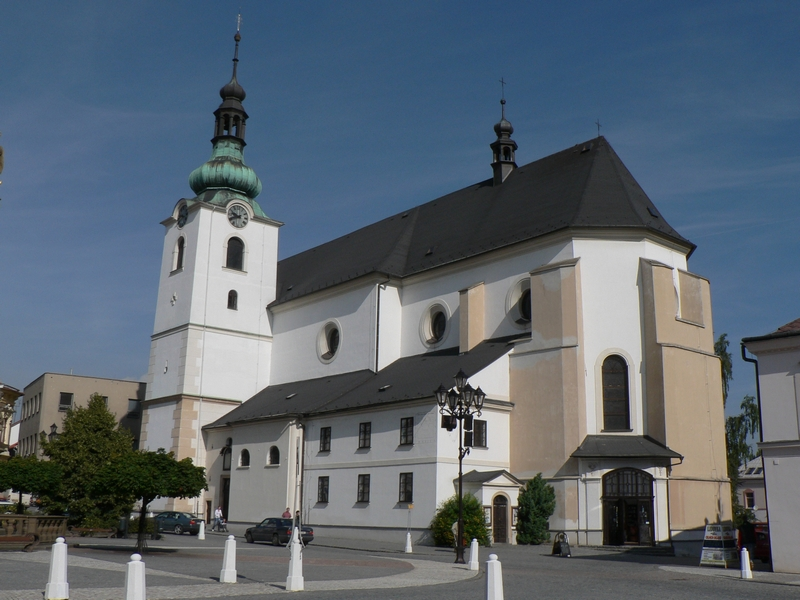
Kirche Mariä Heimsuchung
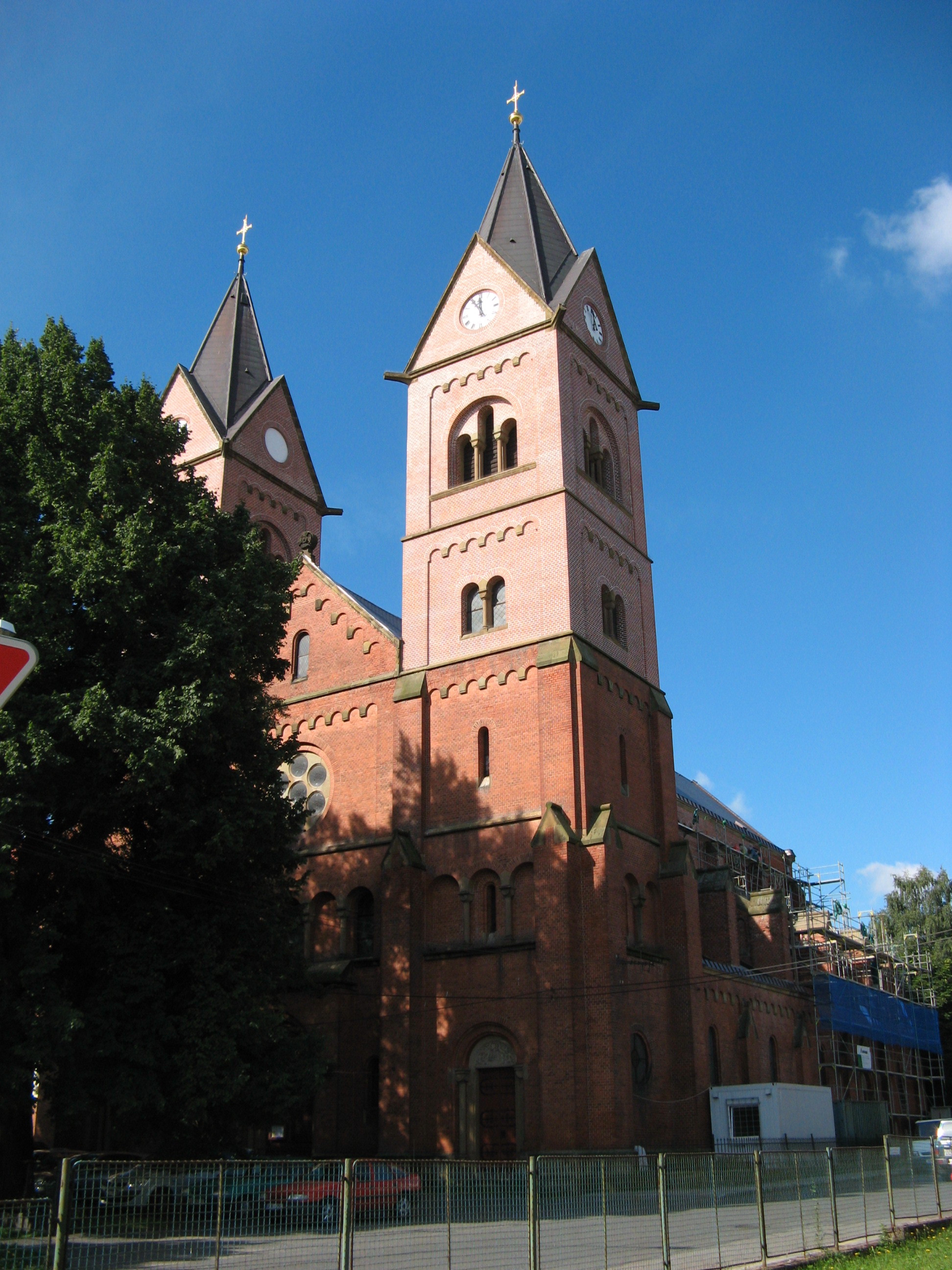
St.-Josefs-Kirche
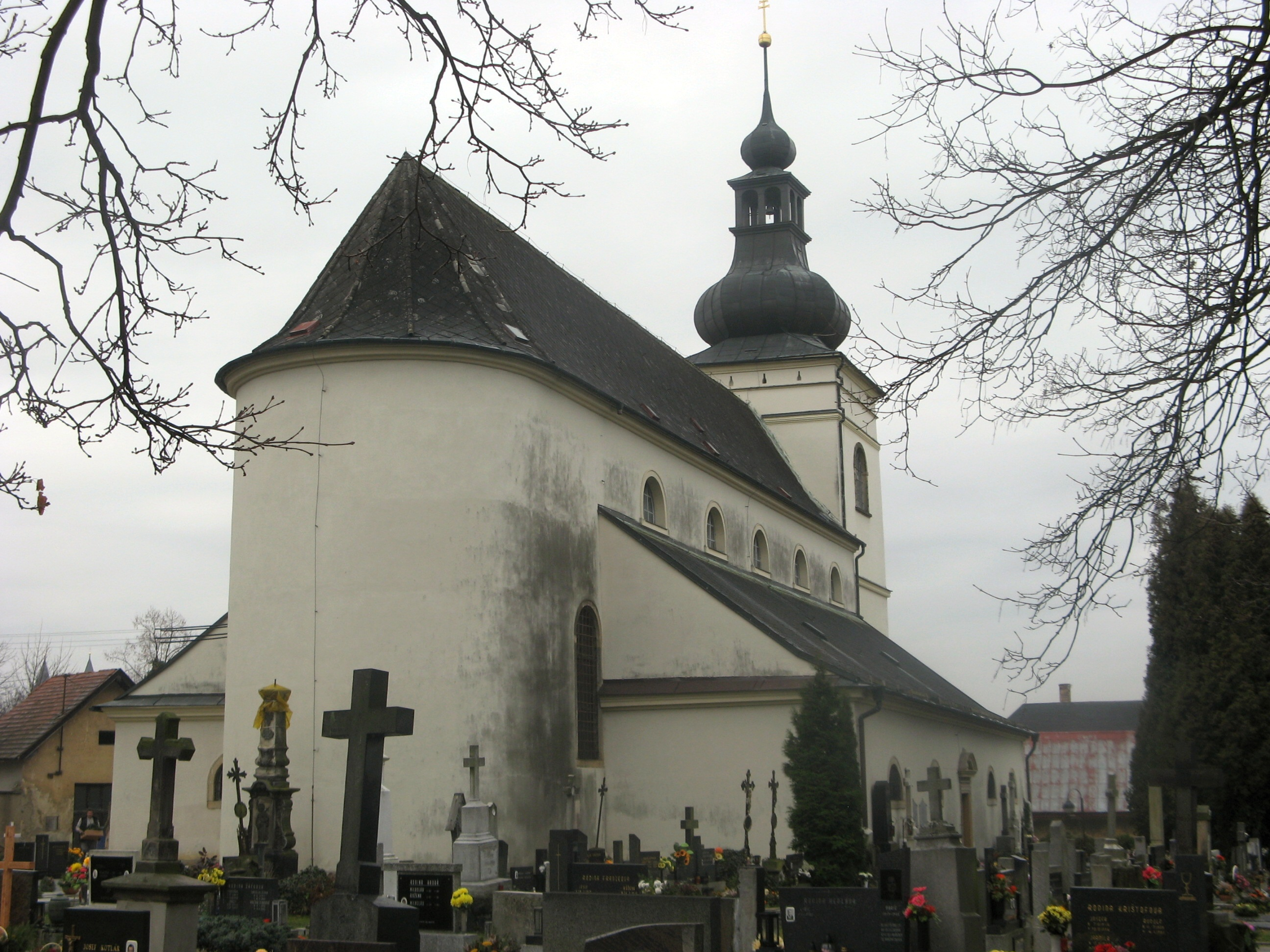
St. Ägidius mit Friedhof

### Museen und Kulturinstitutionen
- Stadtmuseum und Galerie in der Villa Budig
- Esperanto-Museum als Filiale des Stadtmuseums im Erdgeschoss des Ottendorfer-Hauses untergebracht. Gegründet 2008, unterhalten vom Tschechischen Esperanto-Verband. Dort findet sich eine Dauerausstellung über die Plansprache Esperanto, sowie eine jährlich wechselnde Themenausstellung. Regelmäßige Bildungs- und Kulturveranstaltungen.
- Kulturzentrum Fabrika
- Stadtbibliothek

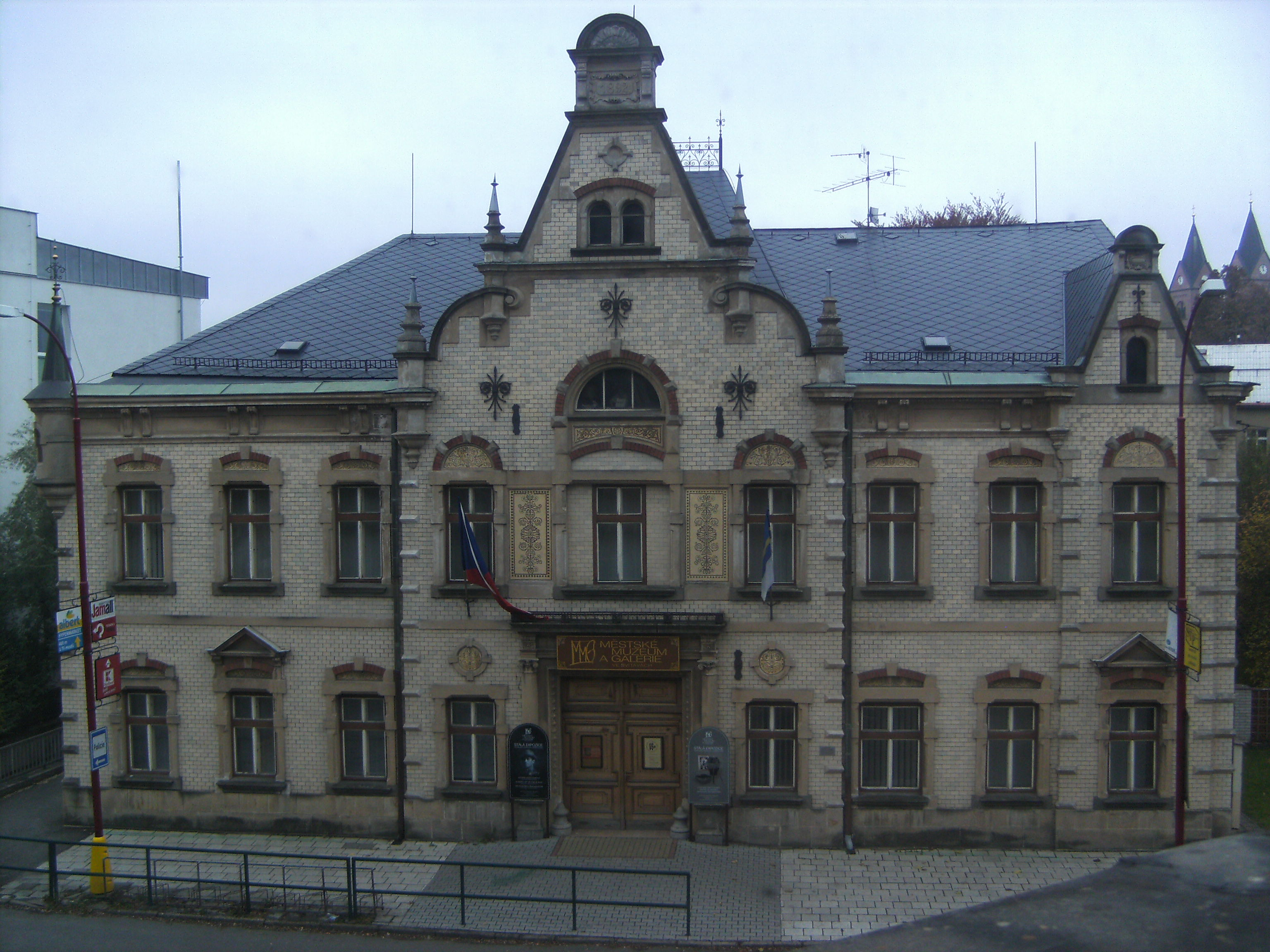
Stadtmuseum in der Villa Budig
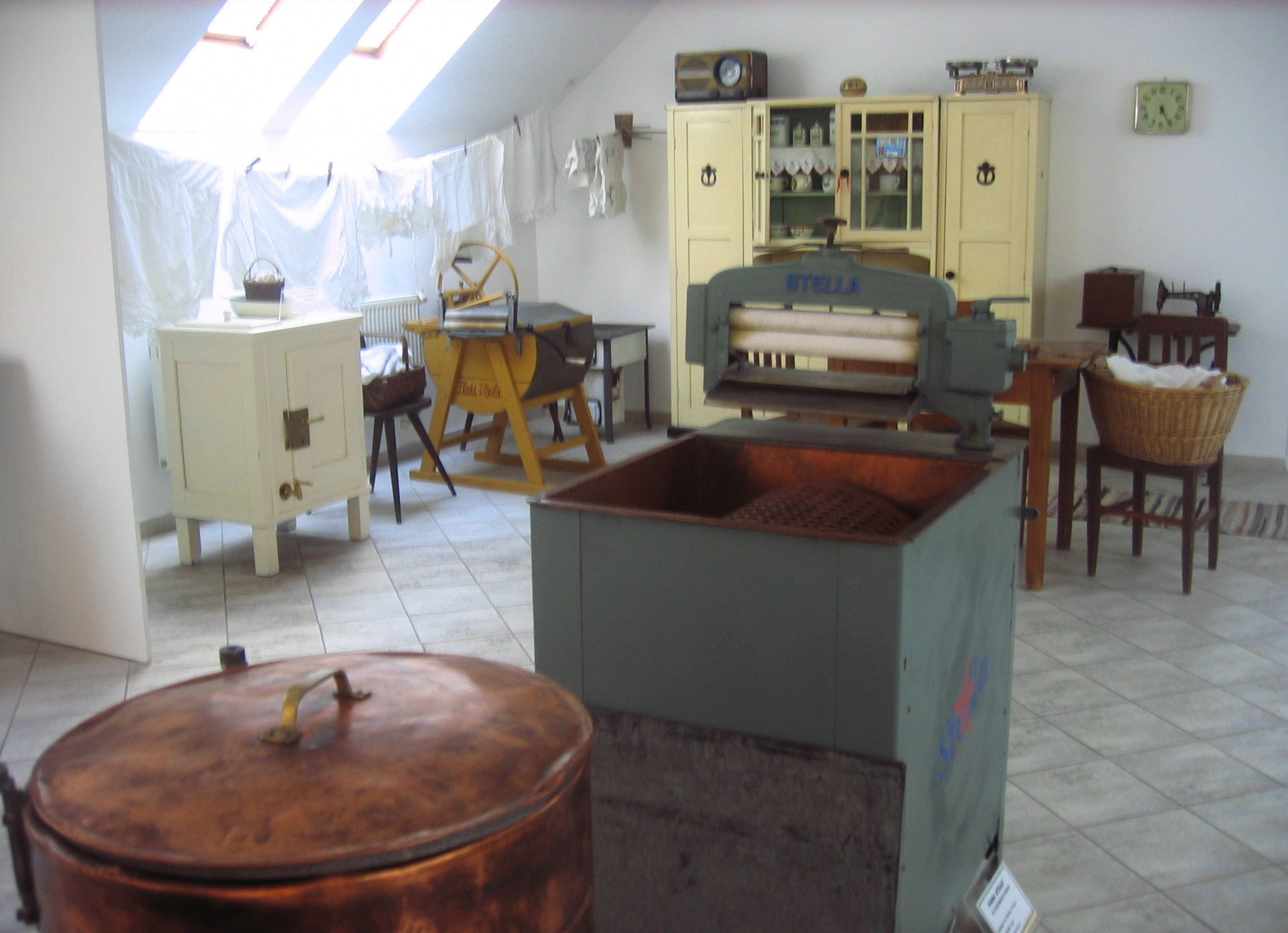
Museumsausstellung zum Wäschewaschen
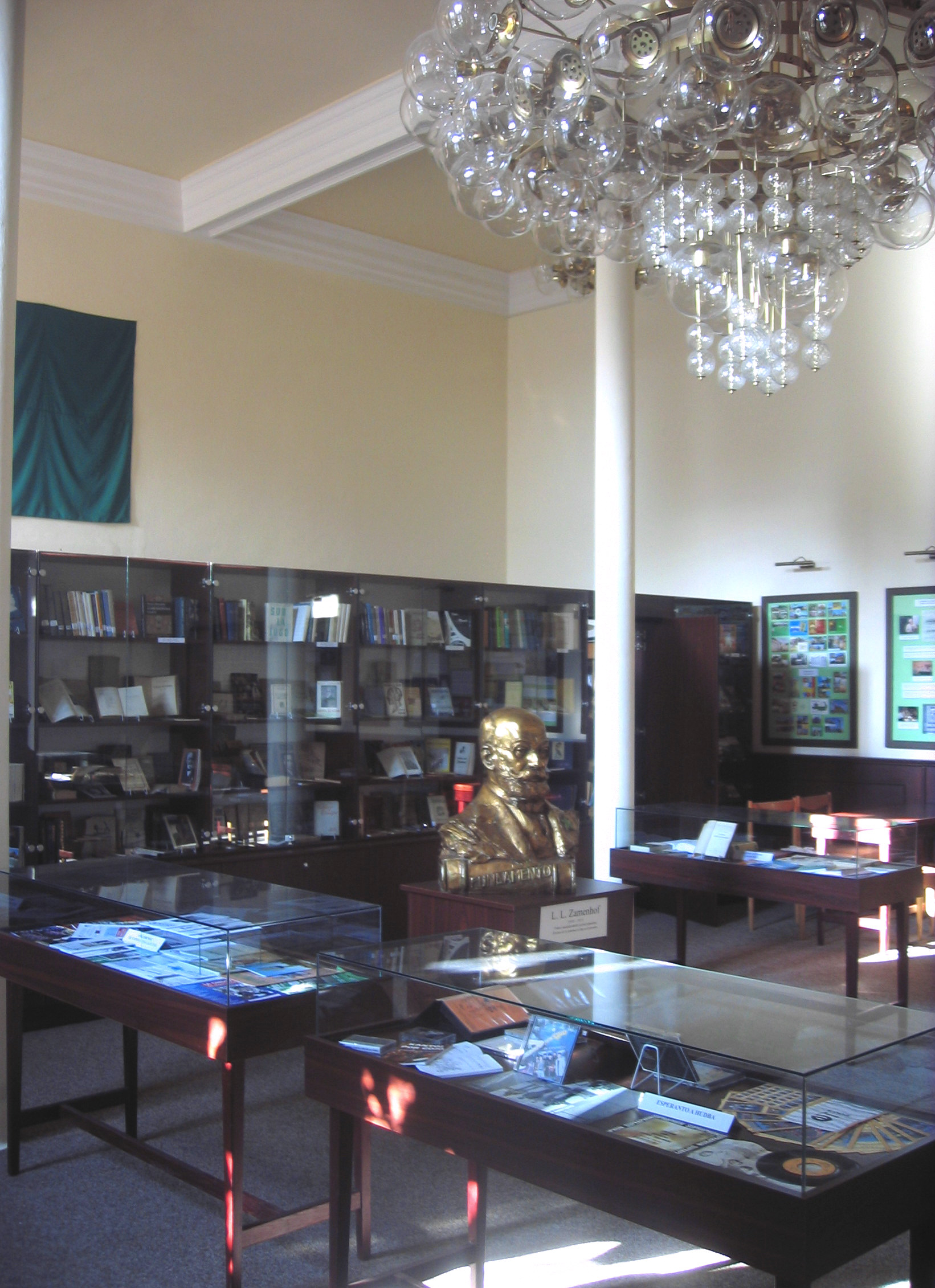
Esperanto-Museum, Ausstellung
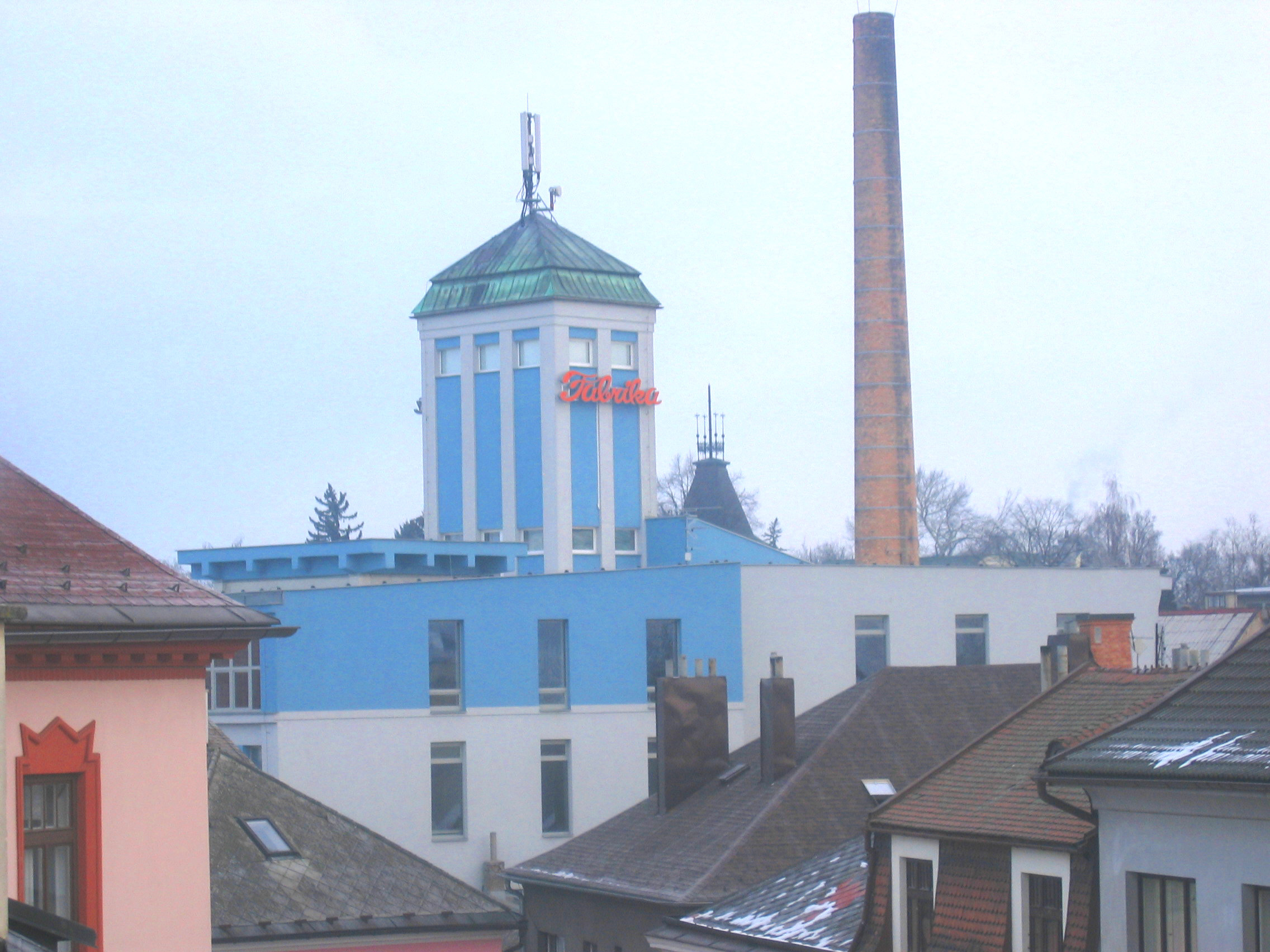
Kulturzentrum „Fabrika“

### Natur
- Jan-Palach-Park

- Fischteich Rosnička

- Lehrpfad „Böhmisch-mährisches Grenzland – die Mikroregion Svitavy“ mit neun Stationen, Beginn im Stadtzentrum

## Persönlichkeiten

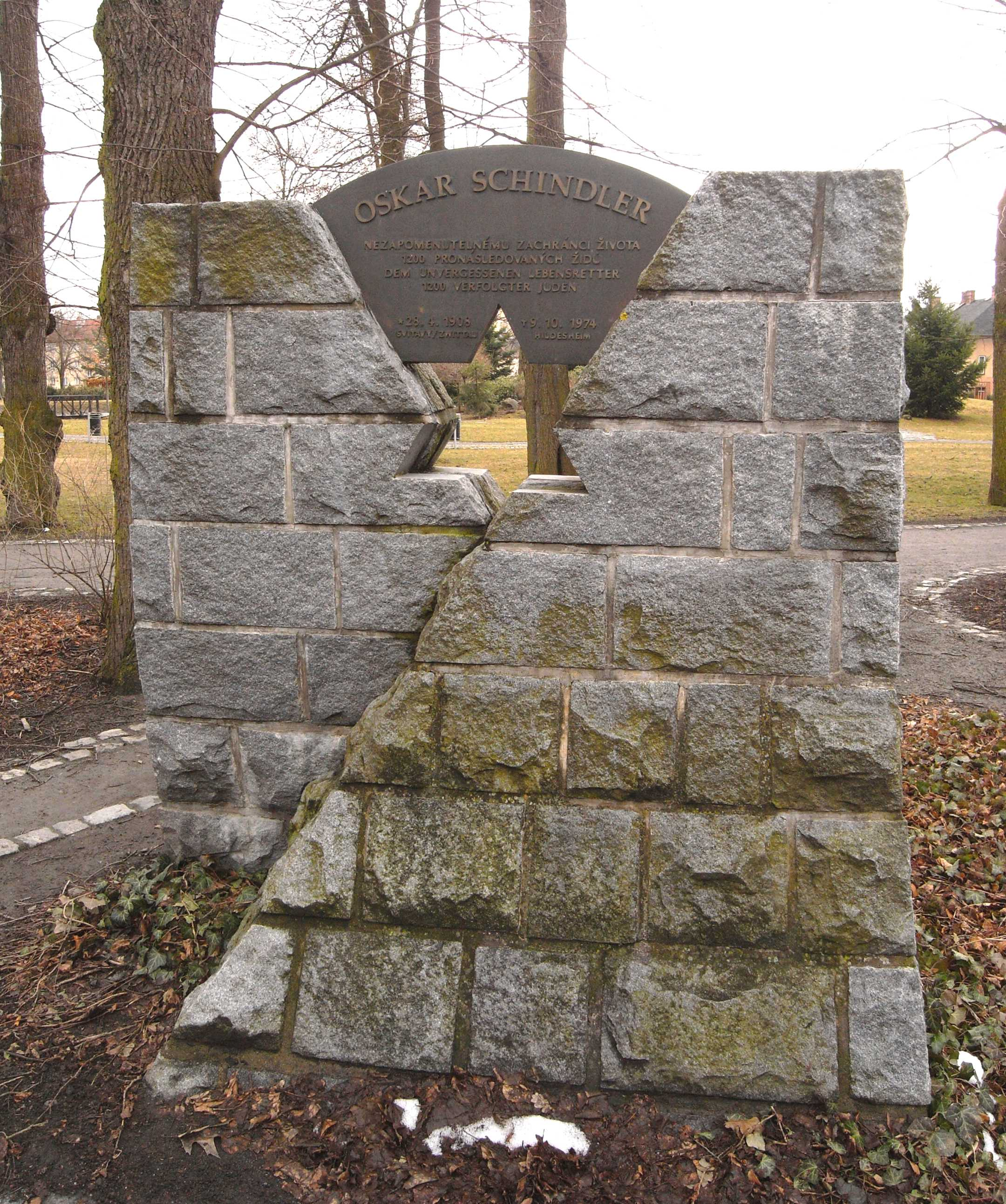
Gedenkstein für Oskar Schindler

- Hugo Albrecht (1862–1920), österreichisch-mährischer Politiker (Deutsche Nationalpartei) und Fabrikant
- Hans-Christian Beck (* 1944), deutscher Generalmajor der Bundeswehr, zuletzt Kommandeur der Führungsakademie der Bundeswehr
- Johann Baptist Crystellius Zwittauer von Bochau (?–1637), er war von 1601 bis 1637 Prior  des Klosters St. Thomas in Prag.
- Martin Zwittauer von Bochau (?–1602), von 1568 bis 1601 Prior der Kloster St. Thomas und St. Katharine in Prag
- Joseph Kristelli von Bochau (1658–1740), von 1702 bis 1739 Prior in der Kartause Gaming
- Paul Wenzelius von Bochau (?–1663), Appellationsrat in Prag, von 1623 bis 1663 Grundherr auf Třebušín
- Johann Budig (1832–1915), Unternehmer, Bürgermeister von Zwittau und Abgeordneter des Österreichischen Parlaments
- Maximilian Felzmann (1894–1962), deutscher und Österreich-ungarischer Offizier, zuletzt General der Artillerie im Zweiten Weltkrieg
- Pater Karl Fritscher (1875–1945), auch „Apostel Zwittaus“ genannt
- Wilhelm Gerlich (1915–2001), Philosoph
- Maurus Haberhauer (1746–1799), Subprior der Abtei Raigern, Theologe, Musikpädagoge und Komponist
- Heinrich Hackenberg (1898–1951), österreichischer Politiker (SPÖ)
- Emil Hantl (1902–1984), Mitglied der Lagermannschaft des KZ Auschwitz
- Hermann Franz Haupt (* 1926), Astronom, Präsident des Österreichischen Astronomischen Gesellschaft
- Maximilian Haupt (1887–1959), Richter in Sterzing und Meran, Hofrat am Oberlandesgericht in Innsbruck, Großvater von Herbert Ernst Haupt
- Norbert Heger (* 1939), österreichischer Archäologe
- Georg Anton Heintz (1698–1759), Bildhauer des Barock
- Julius Hönig (1902–1945), Politiker (NSDAP)
- Josef Horntrich (1930–2017), geboren in Ketzelsdorf, Chirurg in Cottbus
- Franz Jesser (1869–1954), sudetendeutscher Publizist und Politiker (DNSAP)
- Ingrid Kästner (* 1942), deutsche Medizinhistorikerin
- Erich Klimek (* 1936), deutscher Kunstmaler, Zeichner und Illustrator
- Carl Lick (1859–1935), Sparkassendirektor, Bürgermeister (1919–1935), Historiker
- Heidi Lück (* 1943), deutsche Politikerin (SPD), Mitglied des Bayerischen Landtages
- Adolf Luser (1886–1941), österreichischer Verleger
- Alexander Makowsky (1833–1908), Geologe
- Jan Moravec (* 1987), tschechischer Fußballspieler
- Otto Neudert (1906–1975), österreichischer Maler, Graphiker und Pädagoge
- Valentin Oswald Ottendorfer (1826–1900), Revolutionär von 1848, Emigrant, Verleger in New York, Förderer seiner Heimatstadt
- Jiří Pernes (1948–2025), tschechischer Historiker
- Carolus Polodig (1671–1714), deutscher Geistlicher
- Eibe Riedel (* 1943), deutscher Jurist
- Oskar Schindler (1908–1974), Unternehmer und Philanthrop
- Karl Schmied (1933–2006), buddhistischer Religionslehrer
- Harald Schwarz (1921–1995), Puppenspieler und Bühnenleiter der Hohnsteiner, starb während einer Gastspielreise in Svitavy
- Erwin Tragatsch (1916–1984), Motorradjournalist u. Historiker
- Ruth von Truchseß (* 1941), deutsche Politikerin (SPD)
- Konrad Trummler (1864–1936), deutscher Admiral, Marineattaché
- Walter Tuschla (1938–2011), deutscher Dirigent und Komponist
- Hans Tyderle (* 1926), Maler und Zeichner
- Gustav Witlatschil, gerufen „Gustl“ (1935–2018), deutscher Fußballspieler
- Hermann von Zeissl (1817–1884), österreichischer Dermatologe